# Никола (Ленинградская область)
Никола — деревня в Ефимовском городском поселении Бокситогорского района Ленинградской области.

## История
НИКОЛА — село Белоглазовского общества, приходское.  

Крестьянских дворов — 8. Строений — 12, в том числе жилых — 10.

Число жителей по семейным спискам 1879 г.: 20 м. п., 24 ж. п.; по приходским сведениям 1879 г.: 25 м. п., 29 ж. п.

Сборник Центрального статистического комитета описывал её так:

НИКОЛО — село бывшее государственное, дворов — 8, жителей — 48; церковь православная, часовня, ярмарка в Варлаамскую пятницу. (1885 год)

В конце XIX — начале XX века деревня административно относилась к Деревской волости 5-го земского участка 3-го стана Тихвинского уезда Новгородской губернии.
В начале XX века близ деревни находился жальник.

НИКОЛА — погост на церковной земле, число дворов — 5, число домов — 5, число жителей: 11 м. п., 5 ж. п.; занятие жителей: церковное служение. Река Тихвинка. Церковь, ярмарка 9 мая и в Варламьевскую пятницу, смежен с селом Никола. 

НИКОЛА — село Белоглазовского общества, число дворов — 15, число домов — 18, число жителей: 31 м. п., 27 ж. п.; занятие жителей: земледелие, отхожие промыслы. Колодцы. Часовня, школа, смежен с погостом Никола. (1910 год)

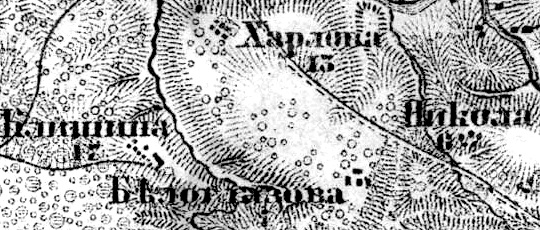
Деревня Никола на карте 1917 года

Согласно карте Новгородской губернии 1917 года деревня насчитывала 6 крестьянских двора.
По данным 1933 года деревня Никола входила в состав Михалёвского сельсовета Ефимовского района.
По данным 1966 года деревня Никола входила в состав Михалёвского сельсовета Бокситогорского района, административным центром сельсовета была деревня Панькино.
По данным 1973 и 1990 годов деревня Никола входила в состав Ефимовского сельсовета Бокситогорского района.
В 1997 году в деревне Никола Ефимовской волости проживал 1 человек, в 2002 году — также 1 человек (русский).
В 2007, 2010, 2015 и 2016 годах в деревне Никола Ефимовского ГП постоянного населения не было.

## География
Деревня расположена в центральной части района к западу от автодороги 41К-285 (Сухая Нива — Михалёво).
Расстояние до административного центра поселения — 13 км.
Расстояние до ближайшей железнодорожной станции Ефимовская — 16 км. 
Деревня находится близ левого берега реки Тихвинка.

## Демография
| 1997 | 2002 | 2007 | 2010 | 2017 |
| ---- | ---- | ---- | ---- | ---- |
| 1    | →1   | ↘0   | →0   | →0   |

## Достопримечательности
Церковь во имя Святителя Николая Чудотворца. Деревянный храм был построен в 1880 году и перестроен в 1890. Церковь была закрыта в 1940 году. Ныне находится в аварийном состоянии.